# Caucher Birkar
Caucher Birkar (kurd: Koçer Bîrkar)  (Marīvān, juliol 1978), també conegut com a Fereydoun Derakhshani, és un matemàtic iranià nacionalitzat britànic. El 2018 va ser guardonat amb la Medalla Fields, la qual li van robar pocs minuts d'haver-li entregat.